# Nationalgeschichte
Die Nationalgeschichte ist ein Deutungsmuster und zugleich eine Art von Geschichtsschreibung, bei der die Geschichte aus der nationalstaatlichen Perspektive betrachtet wird. Dabei soll, wissenschaftlich verbrämt, ein Mythos von Herkunft und Entstehung einer Nation geschaffen werden, der das Nationalbewusstsein fördern und damit das Bild des Staates als politische Einheit festigen soll. In der deutschen Geschichtsschreibung des 19. und 20. Jahrhunderts sind häufig politische Interessen im Spiel. Beispielhaft sind hierfür Heinrich von Sybel und Heinrich von Treitschke, für die die politische Funktion der Geschichtsschreibung im Vordergrund steht.
Auch die Politische Geschichte bzw. Universalgeschichte oder Weltgeschichte wurde lange Zeit fast ausschließlich aus nationalstaatlicher Perspektive betrachtet. Adolphe Thiers, Jules  Michelet, Hippolyte Taine, Alexis de Tocqueville und Thomas Babbington Macaulay repräsentieren diese Art der Geschichtsschreibung in Europa außerhalb Deutschlands.
Auch wenn es eine Nationalgeschichtsschreibung außerhalb von Europa gibt, so ist doch hierbei ein Eurozentrismus unverkennbar. Die neuen Geschichtskonzepte Transnationale Geschichte oder Globalgeschichte u. a. wollen den Europazentrismus als auch die nationalstaatlich fixierte Geschichtsbetrachtung zugunsten einer multinationalen Geschichtsbetrachtung, die zugleich auch dem Prozess der Globalisierung Rechnung trägt, aufbrechen.